# Спортінг (Луанда)
«Спортінг Клубе ді Луанда» або «Спортінг» (порт. Sporting Clube de Luanda) — професіональний ангольський футбольний клуб з міста Луанда, столиці Анголи.

## Історія клубу
Клуб було засновано 15 серпня 1920 року в Луанді під назвою «Спортінг Клубе де Португал». У 1922 році він змінив своє ім'я на свою нинішню назву. Зареєстрований 1 вересня 1922 року як закордонний філіал № 3 лісабонського «Спортінгу».
На сьогодні найбільш відомий серед гравців клубу в 1930-х роках є Фернанду Пейротеу, в 1937 році після того, як переїхав до Португалії в «Спортінг» (Лісабон), став частиною квінтету гравців «cinco violinos» («п'ять скрипок»), які допомагали здобути клубу нові титули. Він до теперішнього часу з 331 забитим м'ячем є найкращим бомбардиром Кубка Португалії та Чемпіонату Португалії.
В 1941 році «Спортінг» (Луанда) вперше стає переможцем Чемпіонату Анголи з футболу, в майбутньому — Гіраболи. В цілому клуб вісім разів ставав чемпіоном Анголи.
Після здобуття незалежності Анголою в 1975 році розпочинається період соціально-політичної нестабільності та громадянської війни. «Спортінг» (Луанда) переживає занепад та забуття. За цим послідували тимчасові зміни назв клубу (спочатку на «Діабуш Вердеш», а потім на «Леоєш ді Луанда») та невеликі зміни в клубі, тому найбільш важливі гравці команди покинули клуб. Після періоду занепаду, футбольна секція так і не відродилася. Востаннє футбольна команда виступала у вищому дивізіоні в 1995 році.

## Досягнення
- Чемпіонат Анголи (колоніальний період):
  -  Чемпіон (8): 1941, 1942, 1944, 1946, 1947, 1955, 1956, 1963